# SN 1984V
SN 1984V – niepotwierdzona supernowa odkryta 29 maja 1984 roku w galaktyce NGC 6907. W momencie odkrycia miała maksymalną jasność 15,00m.